# Ruthiella oblongifolia
Ruthiella oblongifolia är en klockväxtart som först beskrevs av Friedrich Ludwig Diels, och fick sitt nu gällande namn av Cornelis Gijsbert Gerrit Jan van Steenis. Ruthiella oblongifolia ingår i släktet Ruthiella och familjen klockväxter. Inga underarter finns listade i Catalogue of Life.